# Волосниково
Волосниково — деревня в Варгашинском районе Курганской области. Входит в состав Шастовского сельсовета.

## История
До 1917 года входила в состав Шмаковской волости Курганского уезда Тобольской губернии. По данным на 1926 год состояла из 93 хозяйств. В административном отношении входила в состав Шастовского сельсовета Марайского района Курганского округа Уральской области.

## Население
| 1912 | 1926 | 1989 | 2002 | 2010 |
| ---- | ---- | ---- | ---- | ---- |
| 450  | ↗452 | ↘107 | ↘98  | ↘81  |

По данным переписи 1926 года в деревне проживало 452 человека (206 мужчин и 246 женщин), в том числе: русские составляли 99 % населения.